# Bjarke Ingels Group

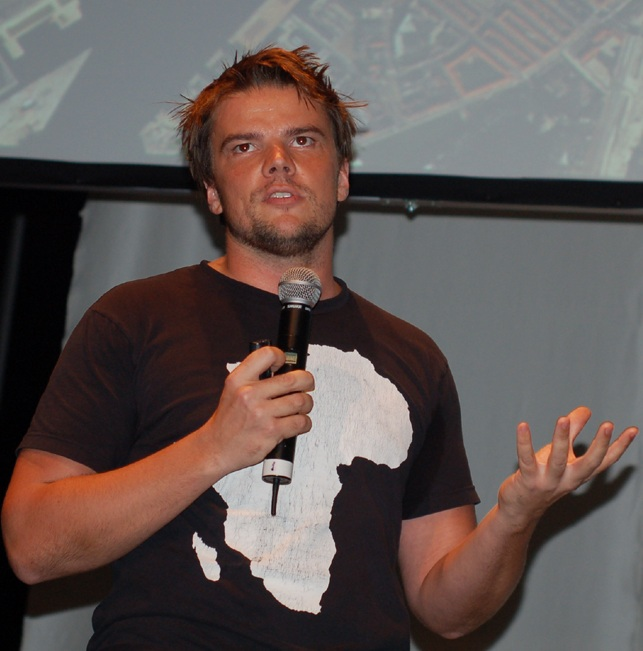
Bjarke Ingels a la setmana del disseny a Hèlsinki

Bjarke Ingels Group (BIG) és un estudi d'arquitectura a Copenhaguen, Dinamarca. El seu treball se centra principalment en l'arquitectura urbana. La major part dels seus projectes construïts són en aquesta mateixa ciutat.

## Història

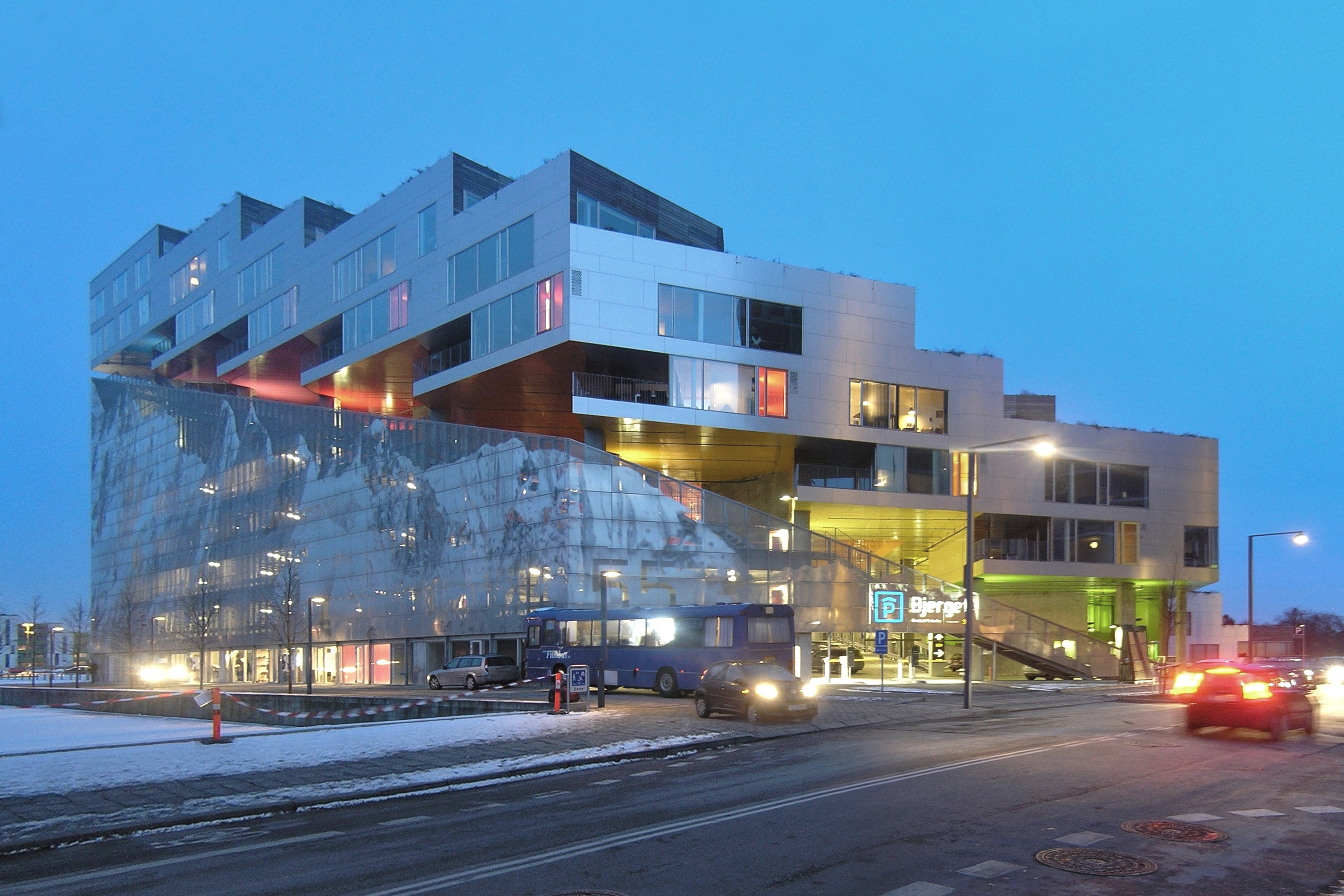
Mountain Dwellings, Ørestad, Copenhaguen (2008)

El danès Bjarne Ingels és qui diregeix aquest estudi, que compta amb prop de 80 empleats provinents de més de 20 països.
Juntament amb el seu company d'estudis, Julien De Smedt, van començar a treballar junts en unes pràctiques en comú l'any 2001, anomenades PLOT. Cinc anys després, Julien se n'aniria per seguir la seva carrera per la seva banda.
La firma BIG va ser creada l'any 2005.
Degut a la seva relativa joventut, el nombre de projectes construïts de BIG és relativament limitat. Tot i això, compten amb molts projectes conceptuals i en progrés, com es pot trobar en el seu lloc web . Han sigut finalistes i guanyadors de nombroses competicions i premis internacionals, sobretot l'any 2009. Amb la realització de Mountain Dwellings, un projecte residencial situat a Copenhaguen, han merescut el reconeixement internacional. Val a dir que el projecte havia estat començat per PLOT.
En els anys posteriors, BIG rebria multitud d'encàrrecs arreu del món. Entre aquests, un museu d'Art a Mèxic, el World Village of Women's Sports a Malmö, Suècia, el Shenzhen International Energy Mansion, a la Xina, o la llibreria nacional d'Astanà, al Kazakhstan.
El dia 1 de desembre de 2009, degut al ràpid creixement de l'estudi, aquest es va expandir amb cinc nous socis: Thomas Christoffersen, Jakob Lange, Finn Nørkjaer, Andreas Klok Pedersen, and David Zahle. Al mateix temps, Sheela Maini Søgaard i Kai-Uwe Bergmann van ser nomenades sòcies de l'empresa.
L'any 2010 van obrir un estudi a Nova York, per realitzar el projecte d'un gratacel en aquesta mateixa ciutat.

## Projectes seleccionats
- Mountain Dwellings, Copenhaguen (finalització 2008)
- Museu Nacional Marítim, Elsinore, Dinamarca (2011/12)
- 8 House, Ørestad, Copenhagen (2010)
- Pavelló danès, EXPO 2010, Xangai, Xina
- Superkilen, Copenhaguen, Dinamarca (concurs guanyat 2008, finalització 2011)
- Masterplan per a l'illa de Zira, Bakú, Azerbaidjan
- The Battery, Copenhaguen, Dinamarca
- Nou Museu de Tamayo, Ciutat de Mèxic (concurs guanyat 2009)
- Kaufhauskanal, Hamburg, Alemanya (concurs guanyat 2009)
- New Tallinn City Hall, Tallinn, Estònia (concurs guanyat 2009)
- Llibreria Nacional d'Astanà, Kazakhstan (concurs guanyat 2009)
- Shenzhen International Energy Mansion, Shenzhen, Xina (concurs guanyat 2009)
- World Village of Women Sports, Malmö, Suècia (concurs guanyat 2009).
- Centre Educatiu a les illes Fèroe, Tórshavn (concurs guanyat 2009)
- Amagerforbrænding, Copenhaguen, Dinamarca (concurs guanyat 2011)
- West 57, Nova York, Estats Units d'Amèrica
- National Gallery, Nuuk, Greenland (concurs guanyat 2011)

## Premis
- 2004 Nominació al Cybr Lion per www.plot.dk
- 2004 Lleó d'or Biennal de Venècia.
- 2006 FORUM Award. Al millor edifici d'Escandinàvia
- 2007 Menció especial al Premi d'Arquitectura Contemporània Mies van der Rohe
- 2008 Wood Award, MAR & The Mountain, Dinamarca
- 2008 Forum AID Award. Al millor edifici d'Escandinàvia el 2008 (Mountain Dwellings)
- 2008 World Architecture Festival Award. Al millor edifici residencial (Mountain Dwellings)
- 2009 MIPIM Award. Al millor desenvolupament residencial (Mountain Dwellings)
- 2009 ULI Award for Excellence (Mountain Dwellings)
- 2009 Nominats al Premi d'Arquitectura Contemporània Mies van der Rohe

## Exhibicions
- 2007 BIG City, Storefront for Art and Architecture, Nova York
- 2009 Yes is More, Danish Architecture Centre, Copenhaguen
- 2010 Yes is More, CAPC, Bordeus